# هانيا الهمامي
هانيا الهمامي (من مواليد 1 سبتمبر 2000، القاهرة)، لاعبة إسكواش مصرية محترفة. احتلت المرتبة 17 في التصنيف العالمي اعتباراً من يناير 2019، ووصلت إلى أعلى تصنيف لها في مارس 2019 بحلولها في المرتبة 15.

## روابط خارجية
- هانيا الهمامي على موقع الاتحاد الدولي لمحترفي الاسكواش (مؤرشف) (الإنجليزية)
- هانيا الهمامي على موقع SquashInfo.com (الإنجليزية)